# Nepenthes neoguineensis
Nepenthes neoguineensis Macfarl., 1911 è una pianta carnivora della famiglia Nepenthaceae, endemica della Nuova Guinea, dove cresce a 0–1400 m.

## Conservazione
La Lista rossa IUCN classifica Nepenthes neoguineensis come specie a rischio minimo (Least Concern).